# Hypothyris deëmae
Hypothyris deëmae är en fjärilsart som beskrevs av Fox 1943. Hypothyris deëmae ingår i släktet Hypothyris och familjen praktfjärilar. Inga underarter finns listade i Catalogue of Life.